# Sami Outalbali
Sami Outalbali (* 19. März 1999 in Poissy) ist ein französischer Schauspieler.

## Leben
Outalbali wuchs in Verneuil-sur-Seine auf. Bereits im Kindesalter stand er vor der Kamera und spielte 2006 im Fernsehfilm Il faut sauver Saïd von Didier Grousset eine Nebenrolle. Vier Jahre später war er in der Nebenrolle des Jungen Jean-Wa in der Filmkomödie Die Tuschs – Mit Karacho nach Monaco! zu sehen. Kleinere Fernsehauftritte folgten, bevor Outalbali 2016 die Rolle des Schülers Ilyes, der nach und nach seine Homosexualität entdeckt, in der Fernsehserie Les Grands übernahm. Er spielte die Rolle in 30 Folgen bis 2019. Im 2018 erschienenen Fernsehmehrteiler Fiertés – Mut zur Liebe war er als homosexueller Bauarbeiter Sélim zu sehen.
Laurent Micheli besetzte Outalbali im 2019 erschienenen belgischen Kinofilm Lola und das Meer in einer Nebenrolle: In der Geschichte um die transsexuelle Lola, die mit ihrem entfremdeten Vater auf eine Reise geht, um die verstorbene Mutter gemäß ihrem letzten Wunsch am Meer beizusetzen, war Outalbali in der Rolle von Lolas bestem Freund Samir zu sehen. Der Film erhielt zahlreiche internationale Auszeichnungen und war unter anderem für einen César als Bester ausländischer Film nominiert. Outalbali spielte in der Folge in weiteren Kinofilmen mit, kehrte jedoch auch immer wieder ins Fernsehen zurück. Von 2019 bis 2021 war er als Reda Kada in der Netflix-Serie Sterbliche zu sehen. In der Netflix-Serie Sex Education übernahm er in Staffel 2 und 3 die Rolle des französischen Austauschstudenten Rahim, der an die Moordale Secondary School kommt und offen homosexuell lebt. Die Rolle machte ihn international bekannt.
In Leyla Bouzids 2021 erschienenem Liebesfilm Eine Geschichte von Liebe und Verlangen übernahm Outalbali erstmals eine Hauptrolle. Für seine Darstellung des jungen Ahmed Ouannas, der sich in die Tunesierin Farah verliebt, ihr jedoch zu widerstehen versucht, erhielt Outalbali 2022 eine César-Nominierung als Bester Nachwuchsdarsteller und wurde für den Prix Lumière als Bester Nachwuchsdarsteller nominiert.

## Filmografie (Auswahl)

### Filme
- 2006: Il faut sauver Saïd (TV)
- 2011: Die Tuschs – Mit Karacho nach Monaco! (Les Tuche)
- 2018: Illégitime (TV)
- 2019: Lola und das Meer (Lola vers la mer)
- 2019: Un vrai bonhomme
- 2021: Eine Geschichte von Liebe und Verlangen (Une histoire d’amour et de désir)
- 2022: Nobody’s Hero (Viens je t’emmène)
- 2022: November (Novembre)
- 2024: Sechs Richtige – Glück ist nichts für Anfänger (Heureux Gagnants)

### Fernsehen/Serien
- 2012: Vive la colo! (TV-Serie, sechs Folgen)
- 2015: Petits secrets entre voisins (TV-Serie, eine Folge)
- 2016–2019: Les Grands (TV-Serie, 30 Folgen)
- 2018: Fiertés – Mut zur Liebe (Fiertés) (TV-Mehrteiler, eine Folge)
- 2019–2021: Sterbliche (Mortel) (TV-Serie, neun Folgen)
- 2020–2021: Sex Education (TV-Serie, 15 Folgen)

## Auszeichnungen und Nominierungen

### Nominierungen
Prix Lumières
- 2022: als Bester Nachwuchsdarsteller (für Eine Geschichte von Liebe und Verlangen)

César
- 2022: als Bester Nachwuchsdarsteller (für Eine Geschichte von Liebe und Verlangen)